# Костенко, Константин Станиславович
Константи́н Станисла́вович Косте́нко (23 января 1966, Артём, Приморский край — 23 августа 2019, Коломна, Московская область) — российский драматург, сценарист, прозаик.

## Биография
Родился в Артёме, там же учился в средней школе. Научившись читать с пяти лет, увлекался литературой, начал писать рассказы в младших классах, позже неоднократно отсылал свои работы в Литературный институт имени А. М. Горького, но не проходил по конкурсу. После службы в армии уехал учиться в Хабаровский институт культуры на театрального режиссёра, но не окончил, проучившись три года. Работал редактором в издательстве, вёл культурологические передачи на хабаровском радио «Восток России». С конца 90-х годов начал сочинять пьесы.
Пьеса студенческого периода «Диагноз „Happy birthday“ (102-я серия)» попала к Татьяне Фроловой, руководителю независимого театра «»КнАМ» (Комсомольск-на-Амуре), и в 2001 году по ней вышел спектакль, показанный на французском театральном фестивале Passages, в проекте «Зеркало восток — запад». Пьеса получила высокую оценку и вошла в сборник современных российских авторов наряду с произведениями Сигарева, Сорокина, Драгунской, Гришковца. 
В том же 2001 году Костенко участвовал в Фестивале современной российской драматургии имени А. Вампилова. Время от времени он относил свои работы в хабаровские театры, но всякий раз встречал отказ, — всюду его воспринимали как странного автора с не менее странными пьесами. Две пьесы отправил и на конкурс драматургии «Евразия», впервые проводившийся в 2003 году Николаем Колядой.
Прозвучавшая на «Евразии» «Клаустрофобия» и вслед за этим поставленный в Екатеринбурге Н. Колядой одноимённый спектакль принесли Костенко первый успех в России. Спектакль был отобран на фестиваль-встречу с русской драматургией Saison russe в Гданьск (Польша), где стал заметным событием и был признан лучшим. В 2004 году постановка Коляды была представлена на 3-м фестивале современной пьесы «Новая драма» в Театре имени Ленсовета, вызвав крайне неоднозначную реакцию.
С 2004 года входил в творческое объединении «Натюрлих!», основу которого составили несколько актёров хабаровского театра «Триада». Интересами коллектива кроме собственно театра были постановки и перфомансы, провоцирующие зрителя на эмоциональные переживания. Со сцены они исполняли серию юмористических скетчей, построенных на приёмах комического абсурда, также сделали радиоспектакль о жизни простой хабаровской семьи.
Взяв «многолетнюю паузу для написания пьес», в 2006 году, поначалу один, без семьи, Костенко перебрался в подмосковную Коломну. В 2011 году окончил сценарно-киноведческий факультет ВГИКа, мастерскую А. Инина (заочное отделение) и «выдал „на гора“ несколько новых пьес».
Смело включал в свои произведения тему сексуальных меньшинств, использовал характерные слова-паразиты, сленг. Публиковался в журналах «Современная драматургия», «Библиотека Вавилона», «Урал», «Новый мир», «Станиславский», «Коломенский альманах», в российских и зарубежных сборниках драматургии. Пьесы Костенко переведены на многие иностранные языки.
…Я буду смотреть на тебя через миллионы световых лет, буду звать тебя, протягивать руку… И я буду всё так же посылать тебе письма. И пусть даже ты изменишься, пусть ты вырастешь другим, не таким, каким я тебя напредставлял, всё равно — я буду посылать письма моему собственному представлению о тебе… Я буду писать до тех пор, пока моя рука сможет держать перо.
Скончался в Коломне 23 августа 2019 года.

### Семья
Был женат со времени жизни в Хабаровске, вдвоём с супругой воспитывал сына — Тимура.

## Сочинения

### Пьесы
- «99 тонн мыльных пузырей, или Стриптиз в Хабаровске»
- «Chanel № 6»
- «VIII Международный День Бетховена в СССР накануне ядерной войны»
- «А и Б»
- «АЕЯОНГБНМВМШЕ»
- «Баскервиль-холл, собака, точка»
- «Восемь одноактных комедий с одними и теми же действующими лицами»
- «Гитлер и Гитлер»
- «Даун-таун»
- «Джаз»
- «Диагноз „Happy birthday“ (102-я серия)»
- «Зловещие живые трупы»
- «Исчезнувший велосипедист (Задача по математике)»
- «Клара Целкин»
- «Клаустрофобия»
- «Миниатюры»
- «Мозги с фасолью, или Супруги Пирожковы в плену у чудаковатых каннибалов»
- «Немецкие писатели-трансвеститы»
- «Нетимен»
- «Номер 6»
- «П и М»
- «Письма к сыну графа Ч.»
- «Принцип Леонарда»
- «Пурга»
- «Родина»
- «Самогон»
- «Сатори»
- «Свиньи»
- «Семейный фотоальбомы»
- «Серёжа Самарцев»
- «Скетчи и монологи»
- «Смейся, столяр!»
- «Смерть Брежнева»
- «Техническая неисправность»
- «Три стадии глубокого гипнотического сна»
- «Хопца-дрица-лам-ца-ца»
- «Чайка А. П. Чехова (remix)»
- «Чики-пики-самогон»
- «Шизгара»[27]

### Проза
- «Внимание! Это ирония, местами переходящая в сарказм»
- «Далеко на квадратной Земле»
- «Зубы»
- «Мои каникулы в голове физрука Клюшкина»
- «МУП»
- «Ништяк»
- «Протезы»
- «Радиосериал»
- «Тайна гадкого утёнка»
- «Я – сыроед, или „Сыр“ не всегда сыр»

## Постановки в театре
В России

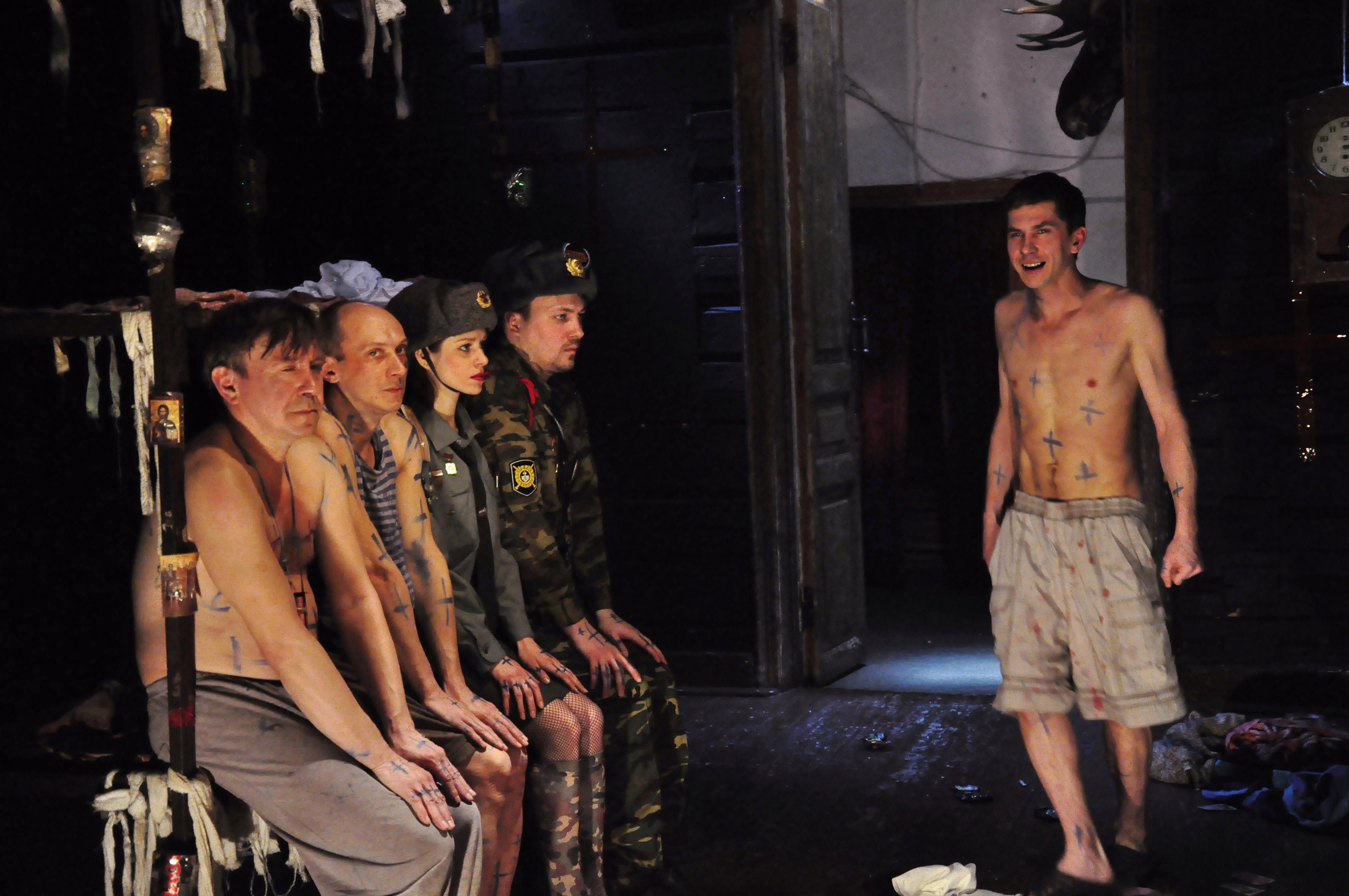
сцена из «Клаустрофобии»,
«Коляда-театр», 2014

- 2002 — «Диагноз: Happy Birthday» — Театр КнАМ (Комсомольск-на-Амуре)[28]
- 2003 — «Клаустрофобия» — режиссёр Николай Коляда, совместная постановка «Театрона» и «Коляда-театра» (Екатеринбург)
- 2006 — «Хопца-дрица-лам-ца-ца» — режиссёр Дмитрий Кишко, Театр «Д/А» (Хабаровск)[13]
- 2012 — «Хопца-дрица-лам-ца-ца» — режиссёр Вячеслав Кокорин
, Центр современной драматургии (Екатеринбург)[29]
- 2013 — «Сатори» — режиссёр Александр Вахов, совместный проект Театра музыкальной комедии с Центром современной драматургии(Екатеринбург)[30]

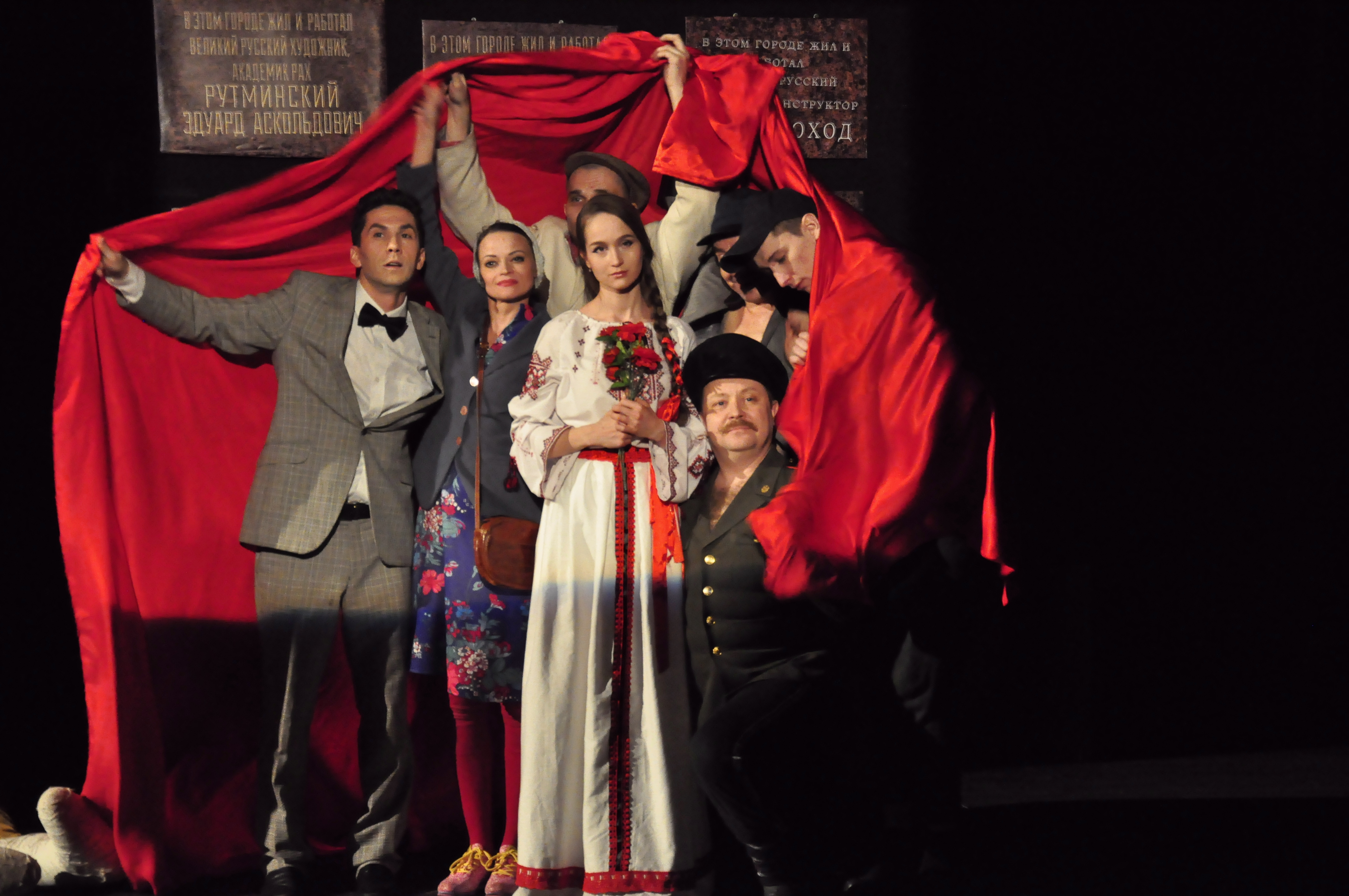
сцена из «В этом городе
жил и работал…», ЦСД, 2016

- 2015 — «Родина» — Андрей Лунин и Елена Озирная, Театр нового зрителя «Синтез» (Санкт-Петербург)
- 2017 — «В этом городе жил и работал…» по пьесе «Техническая неисправность» — режиссёр Алексей Логачёв, Центр современной драматургии (Екатеринбург)[31]
- 2018 — Über Grosse (по мотивам пьесы «Немецкие писатели-трансвеститы»), частный проект Ольги Безбородовой и Антона Милочкина, (Тюмень)[32]
- 2018 — «Принцип Леонарда» — режиссёр Александр Вахов, Челябинский молодёжный театр
- 2021 — «Исчезнувший велосипедист» — режиссёр Борис Алексеев, Никитинский театр, проект SMART (Воронеж)[33]
- 2022 — «Исчезнувший велосипедист» — режиссёр Вадим Карионов, театр «Новая Драма» (Иркутск)[34]
- 2022 — «Исчезнувший велосипедист» — режиссёр Филипп Гуревич, Гоголь-центр (Москва)[35]

За рубежом
- 2005 — «Клаустрофобия» — режиссёр Дариуш Сятковский, перевод Агнешки Любомиры Пиотровска[36], Театр Стефана Ярача в Лодзи[пол.] (Польша)[12][комм. 4]
- 2006 — «Свиньи», Драматический и кукольный театр во Враца[болг.] (Болгария)[12]
- 2007 — «Гитлер и Гитлер», Ателье 212 в Белграде (Сербия)
- 2008 — «Гитлер и Гитлер», Каунасский камерный театр[лит.] (Литва)

## Фильмография
- 2009 — Люди Шпака (диалоги; совместно с В. Дурненковым)
- 2010—2013 — Ефросинья (в соавторстве)
- 2011 — Роман в письмах (совместно с М. Шихалеевой)
- 2012 — Иван и Толян (в соавторстве)
- 2013 — Шанс (мини-сериал)
- 2019 — Мульт в кино. Выпуск № 94. Весенний концерт (в соавторстве)
- 2019 — Мульт в кино. Выпуск № 96. Будет интересно! (в соавторстве)
- 2022 — Биомеханика Мейерхольда (совместно с К. Фамом, М. Сониным)

По произведениям драматурга
- 2024 — Исчезнувший велосипедист (постпродакшн; сценарий П. Легостаевой, Ю. Муравицкого по одноимённой пьесе)[38]

## Награды и призы
- 2002 — диплом конкурса современной драматургии «Sib-Altera» (Новосибирск) за пьесу «VIII Международный день Бетховена в СССР накануне ядерной войны»[13];
- 2003 — финалист конкурса «Евразия — 2003» за пьесу «Клаустрофобия»[39];
- 2004 — лауреат конкурса «Евразия — 2004» за радиопьесу «Радиосериал»[40][41];
- 2005 — лауреат конкурса «Евразия — 2005» за пьесу «Гитлер и Гитлер»[42][43];
- 2005 — главный приз Всероссийского конкурса драматургии «Действующие лица» за пьесу «Гитлер и Гитлер»[44][45];
- 2006 — спецприз конкурса «Евразия — 2006» за комические миниатюры «Скетчи и монологи»[13];
- 2011 — первый приз на фестивале театра и кино «Текстура» за пьесу «Родина»[46];
- 2012 — спецпремия Всероссийского драматургического конкурса «Долг. Честь. Достоинство» за пьесу «Родина»[7];
- 2017 — премия «Рукопись года» в номинации «Книги для детей» за повесть «Далеко на квадратной Земле» / «Кролики»[47];
- 2019 — главный приз «Пьеса года» на объединённом конкурсе современной драматургии «Кульминация» — «Исчезнувший велосипедист» (посмертно)[48][49].

## Критика
Коллега по цеху Александр Молчанов считает Костенко автором довольно широкого диапазона: «от мрачной „Клаустрофобии“, до полной чёрного юмора и очень смешной комедии „Немецкие писатели-трансвеститы“.» Он нашёл для него сравнение: «Всё равно что соединить Коляду и Тарантино в одном флаконе».   
«Гитлер и Гитлер»
В появлении пьесы театровед Павел Руднев видит возрождение социального памфлета, политического фарса.

…пьеса на такую важную, на мой взгляд, сегодня тему как рождение диктатора, рождение тирана и естественной готовности мещанина, обывателя, милого сегодня нашему сердцу, согласиться и принять его именно как диктатора и как тирана. Даже некоторое удовольствие, что наконец-то пришёл человек, который готов решить все наши проблемы. То, что человека, живущего вдали от Москвы, эта тема, обитающая в пределах Садового кольца, заинтересовала, что он её так интересно воплотил в этом небольшом сочинении, мне показалось заслуживающим премии, награды, заслуживающим того, чтобы на эту пьесу обратили внимание и поставили её.
— Григорий Заславский, «Радио Свобода» 2005
«Совокупляясь с богом»
Павлом Рудневым роман был «проглочен за два дня, с восторгом, с бешенством и слезами радости за талант, живущий в наше время». По его мнению это остроумнейшая и тончайшая пародия на гомосексуальный роман.

…экспериментирование над телом — наркотики, попытка шведской семьи, злополучный «американский портрет» — конвульсивный поиск счастья, которому нет места в условиях мёрзлой провинции, не оклемавшейся после перестройки страны и интеллектуально серого окружения. Богемные гулянки, любопытное и пугающее плотское влечение не сближают, каждый остаётся несчастным и отчуждённым.
— Алиса Ганиева, «Новый мир» № 9 2007
«Клаустрофобия»
Литературный критик Алиса Ганиева увидела в героях пьесы отгороженность от мира собственной к нему ненавистью, «грустно, противно, пронзительно» — заключает она.

Оставь надежду всяк сюда входящий. <…> Пьеса именно про то, о чём и великий Шаламов не писал. Вернее, он только об этом и писал, об адской сущности тюрьмы, о демоническом мире лагеря, выдавливающего всё человеческое из любого осУжденного, независимо от характера, силы духа и прочих человеческих, слишком человеческих качеств. Но Шаламов не писал об отвратном извращении пола, неизбежном в пространстве трёхэтажных шконок. Трое в камере, двое ведут борьбу за совращение третьего — детдомовца безбородого, глухонемого в придачу.
— Дмитрий Лисин, «Клаузура» ноябрь 2011
«Родина»
Предваряя публикацию пьесы на страницах журнала Павел Руднев охарактеризовал её социальной и даже политической:

Костенко пишет жестокий памфлет про наше политическое сегодня, когда государственная идеология предлагает полюбить себя, исполниться национальной гордости и самодовольства без внятных на то аргументов. Раж голого, огульного патриотизма без сомнений и парадоксов кажется не инструментом национального возрождения, а тормозом для развития страны. <…> И тут дело даже не в том, что заставить полюбить родину может только обновление, изменившиеся условия жизни, но не приказ или пиар, а в том, что патриотизм — чувство, которое выпестовать может только культура актом ненасильственным, добровольным.
— Павел Руднев, «Современная драматургия» № 1 2012
Позже её назвали «развёрнутым политическим памфлетом». 

## Память
В 2021 году в Хабаровске провели фестиваль «Наша Тема. Костя Костенко», посвящённый драматургу, где представили шесть эскизов спектаклей по пьесам: «Диагноз: Happy birthday, 102-серия», «Техническая неисправность», «Родина», «Исчезнувший велосипедист» в интерпретации разных коллективов Дальнего Востока. Для презентации пьесы «Гитлер и Гитлер» и видеопоказа первого поставленного по пьесе драматурга спектакля из Комсомольска-на-Амуре приезжал театр «КнАМ».

## Комментарии
1. ↑  Из ответа К. Костенко на вопрос: «Как я стал драматургом в своем городе?»: 

Кажется, это было в 1998 году. Это было связанно с тем, что я на тот момент обучался на театральном факультете, и мы, студенческими силами, хотели поставить что-нибудь своё.
— «Театр» № 9 2013[8]
2. ↑  Прежде неизвестная пьеса «Диагноз: Happy Birthday» оказалась во Франции с лёгкой руки Татьяны Фроловой, с целью представить французской театральной публике современную российскую драматургию. По ней там же в Нанси за десять дней ею был сделан сценический набросок с французскими актёрами[9][10][11].
3. ↑  В итоге поляки приобрели права на постановку пьесы «Клаустрофобия» у себя[16].
4. ↑  В 2006 году постановка Д. Сятковского была представлена на 5-м фестивале современной пьесы «Новая драма» в Москве[37].